# Buddismo nelle Filippine
Il buddismo è una religione minoritaria nelle Filippine, praticata nella sua accezione Vajrayāna.

## Storia

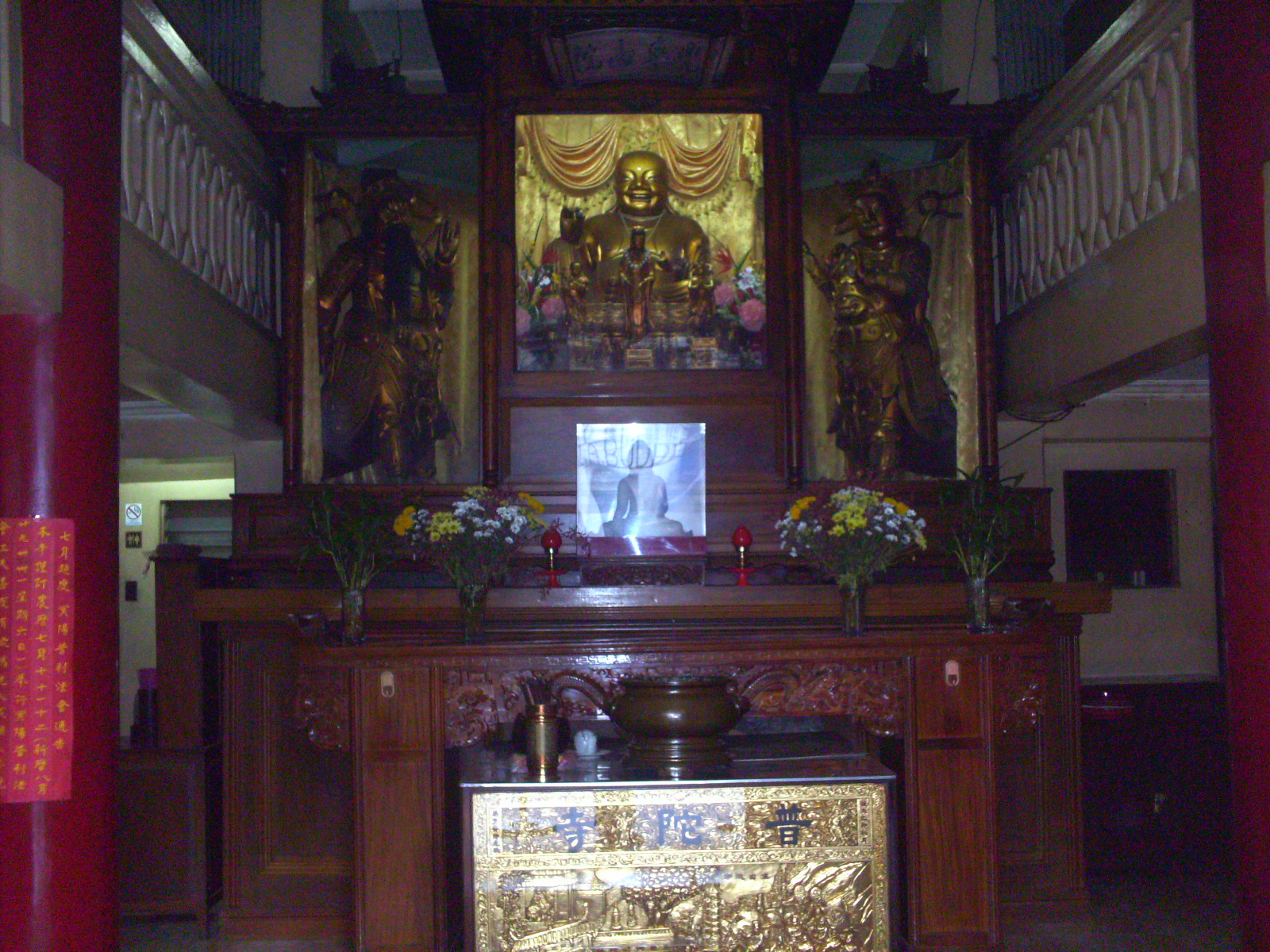
Interno di un tempio buddhista a Manila

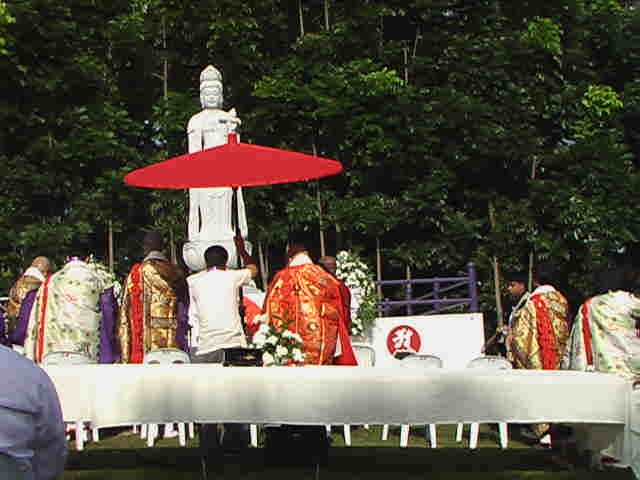
Una funzione buddhista di rito Shingon al santuario Heiwa Kannon a Clark Field, Pampanga, ottobre 2003

Non esiste documentazione scritta relativa ai primordi del buddismo nelle Filippine. Le recenti scoperte archeologiche e i pochi riferimenti nei resoconti storici di altre nazioni permettono di affermare, tuttavia, l'esistenza del buddismo nell'arcipelago a partire dal IX secolo. Questi resoconti menzionano gli stati indipendenti che includevano le Filippine e mostrano come esse inizialmente non fossero uno stato unitario.
I primi stati delle Filippine probabilmente erano tributari del potente regno buddhista di Srivijaya che controllava il commercio e le rotte marittime nel Sud-est asiatico dal VI al XIII secolo. I contatti commerciali dei vari stati con tale regno prima o durante il IX secolo devono essere serviti come canale per l'introduzione del buddismo Vajrayāna nelle isole.
Sia il regno di Srivijaya a Sumatra che il regno di Majapahit a Giava rimasero sconosciuti alla storia fino al 1918 quando George Coedès dell'École française d'Extrême-Orient postulò la loro esistenza poiché erano stati citati nei resoconti delle dinastie imperiali cinesi Tang e Sung. Ji Ying, un monaco e studioso cinese, soggiornò a Sumatra 687 al 689 durante il suo viaggio verso l'India. Riguardo ai fasti di Srivijaya scrisse: "Il buddismo sta fiorendo in tutte le isole del Sud-est asiatico. Molti dei re e dei capi nelle isole dei mari meridionali ammirano e credono nel buddismo, e i loro cuori sono pronti ad accumulare buone azioni."
Entrambi i regni sostituirono la loro religione iniziale, il buddismo Theravada, con il buddismo Vajrayāna nel VII secolo.
Il regno di Srivijaya fiorì come centro culturale buddhista per oltre 600 anni dal 650 al 1377 a Palembang, sull'isola di Sumatra. Costruito come un mandala su una collina di Giava dal 770 all'825, il Borobodur testimonia ancora oggi la grandezza di Srivijaya. Tre generazioni dei re di Sailendra fecero costruire il tempio che mostra una vista tridimensionale della cosmologia buddhista Vajrayāna. Successivamente, il regno di Majapahit assunse il controllo sul regno di Srivijaya e divenne il principale centro buddhista nel Sud-est asiatico dal 1292 al 1478.

### Prove archeologiche

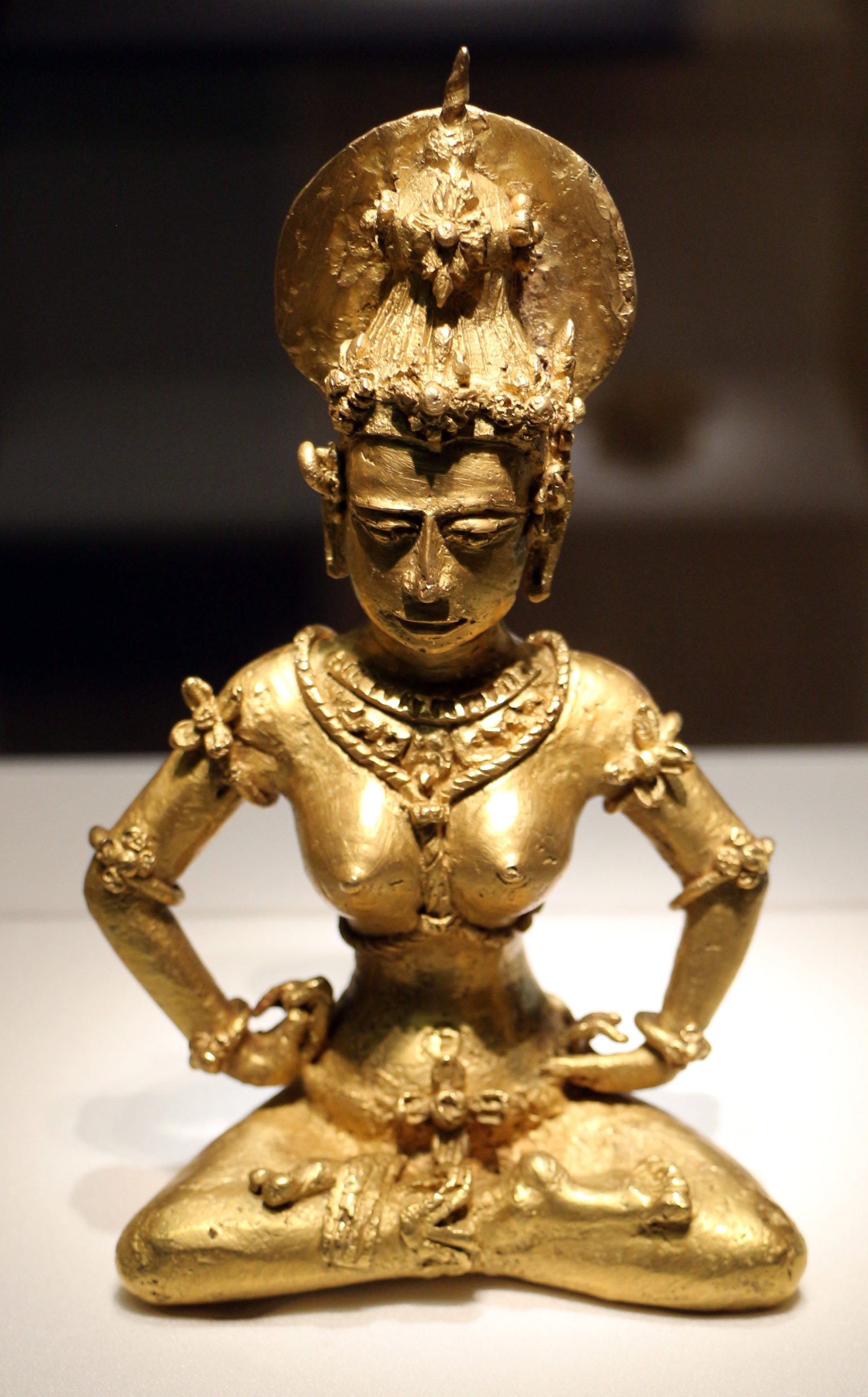
Statuetta d'oro di Tara al Field Museum of Natural History di Chicago

Alcuni ritrovamenti archeologici includono manufatti buddhisti, la maggior parte dei quali risale al IX secolo. I reperti riflettono l'iconografia del buddismo Vajrayāna del regno di Srivijaya e le sue influenze sui primi stati delle Filippine. Le caratteristiche distintive degli artefatti indicano che la loro produzione avvenne nelle isole e suggeriscono la conoscenza della cultura e della letteratura buddhista da parte degli artigiani e degli orafi locali. I manufatti implicano anche la presenza di credenti buddhisti nei luoghi in cui questi reperti sono stati rinvenuti. Tali luoghi si estendevano dalla zona di Agusan-Surigao sull'isola di Mindanao fino alle isole di Cebu, Palawan, e Luzon. Da lì, il buddismo Vajrayāna deve essersi diffuso in lungo e in largo in tutto l'arcipelago diventando la religione della maggior parte degli abitanti.
Nel 1225 lo scrittore cinese Zhao Rugua, soprintendente del commercio marittimo nella provincia di Fukien, scrisse un libro intitolato Zhu Fan Zhi in cui descriveva il commercio con un paese preispanico chiamato Ma-i sull'isola di Mindoro. Un passo del libro recita:
Il manufatto buddhista più rilevante è una statua d'oro della divinità Tārā. Nella tradizione Vajrayāna, essa simboleggia l'Assoluto nella sua vacuità come l'essenza della saggezza del cuore che trova la sua espressione attraverso l'amore e la compassione.
La scultura fu scoperta nel 1917 nell'Agusan del Sud, sull'isola di Mindanao, e si trova oggi al Field Museum of Natural History di Chicago, in cui è custodita dal 1922. Misura circa 13 cm in altezza, pesa circa 1,8 kg ed è in oro a 21 carati. Il rinvenimento avvenne lungo le rive del fiume Wawa, affluente dell'Agusan, da una donna di etnia Manobo. La divinità è raffigurata nella posizione del loto ed è testimone dei rapporti commerciali tra Butuan e il resto di Srivijaya.
Un'altra prova dei legami con gli altri stati della regione è rappresentata da un reperto noto come Iscrizione della piastra di Laguna, rinvenuto nel 1989 a Wawa, un baranggay della municipalità di Lumban nella Provincia di Laguna. L'importante documento, tradotto dall'antropologo olandese Antoon Postma, è il più antico esempio di scrittura rinvenuto nelle Filippine e mostra chiaramente i legami dei popoli dell'arcipelago con varie entità statuali asiatiche tra cui, oltre ai già citati Srivijaya e Majapahit, il regno giavanese di Medang e numerosi regni indiani.

Diffusione del buddismo in Asia

Altri reperti includono una statuetta d'oro della divinità indu-buddhista Kinnara. È probabile che queste opere fossero prodotte localmente; durante una spedizione a Batanes l'archeologo Peter Bellwood scoprì i resti dell'antico laboratorio di un orafo in cui si producevano dei lingling-o (pendenti a forma di omega tipici delle Filippine) risalenti a oltre duemila anni fa.
Vi sono poi immagini di Garuḍa, uccello mitologico comune all'induismo e al buddismo, e di Avalokiteśvara, il bodhisattva della compassione.

## Il buddismo oggi
Secondo le stime la popolazione buddhista delle Filippine è inferiore all'1% del totale. Nel paese sono presenti diverse scuole del buddismo; vi sono templi Mahayana e Vajrayāna, così come seguaci del Theravada, organizzazioni laiche, centri e gruppi di meditazione come il buddismo della Terra Pura o la Soka Gakkai International che è un'organizzazione internazionale legata al buddismo Nichiren fondata in Giappone. Nel 1998 è stato fondato il circolo zen della Società Maha Bodhi.
Ancora oggi in diverse lingue delle Filippine sono presenti prestiti linguistici correlati ad un contesto buddhista.